# Rio Donga
O rio Donga é um rio da Nigéria e dos Camarões. O rio nasce do planalto de Mambilla, no leste da Nigéria, faz parte da fronteira internacional entre a Nigéria e os Camarões, e flui para o noroeste para se fundir com a fronteira internacional do rio Benue na Nigéria.
A bacia hidrográfica Donga é 20,000 quilômetro quadrados (7,722 sq mi) na área.
Em seu pico, perto do Benue o rio oferece 1,800 metro cúbicos (63,6 cu ft) de água por segundo.
No estado de Taraba, na Nigéria, existem três reservas florestais, Baissa, Amboi e Bissaula, na bacia do rio Donga. Eles se encontram nas encostas e no sopé do planalto de Mambilla, a sudoeste do Parque Nacional Gashaka Gumti.